# تت (مجارستان)
تِت (به مجاری:  Tét) یک سکونتگاه مسکونی در مجارستان است که در دیور-موشون-شوپرون واقع شده‌است.